# Monastère de l'Annonciation de Mourom
Le monastère de l'Annonciation de Mourom (en russe : Благовещ́eнский монасты́рь) est un monastère orthodoxe pour hommes de la ville de Mourom en Russie. Il est dédié à la fête de l'Annonciation de sa maternité divine faite à la Vierge Marie par l'archange Gabriel.

## Histoire
Le monastère est construit à l'emplacement d'une église en bois dédiée à l'Annonciation, la fête de l'annonce de sa maternité divine faite à la Vierge Marie par l'archange Gabriel. La tradition attribue la décision de sa construction au prince Constantin de Murom (en) († 1205, fêté le 21 mai du calendrier julien) fils cadet du prince Sviatoslav II, petit-fils du grand-prince de Kiev Iaroslav le Sage. Dans l'église se trouvait une icône de la Vierge d'origine grecque et rapportée de Byzance. Basile de Riazan († 1295) y était prié par les fidèles 
En 1547, à la suite du développement du culte local, a lieu la canonisation du prince Constantin de Mourom et de ses enfants Mikhaïl († 1192) et Féodor.
Le monastère est fondé en 1553 par Ivan le Terrible qui avait visité Mourom au cours d'un voyage à Kazan l'année précédente en 1552.
En 1616, le monastère est dévasté et pillé par les Polonais. Au cours du XVIIe siècle la vie reprend peu à peu dans les ruines restaurées.

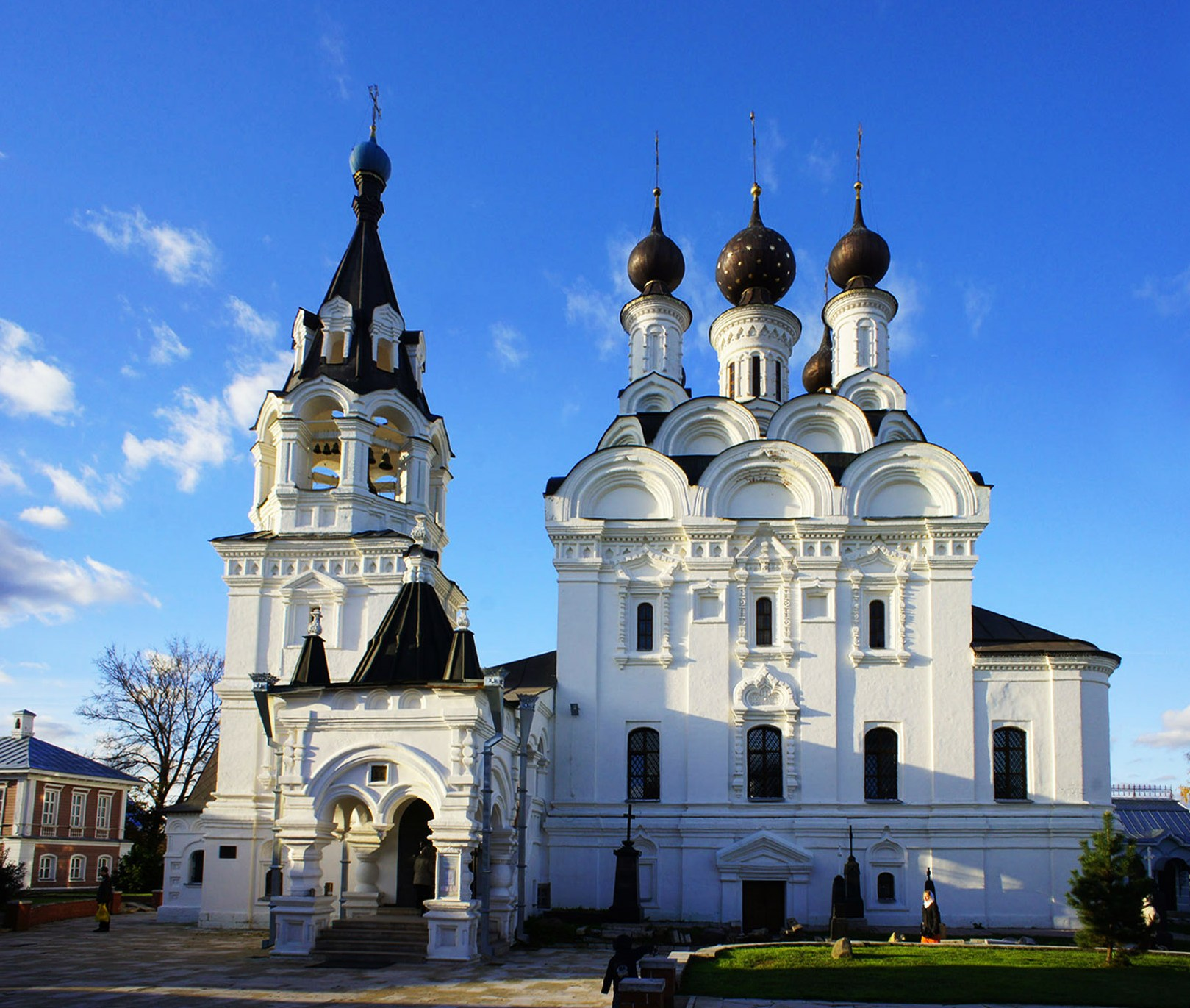
Cathédrale de l'Annonciation de Mourom.

Le marchand Taras Borissovitch Tsvetnov fait reconstruire la cathédrale à ses frais en 1664 et installe une horloge dans le clocher.
En 1791, sur les terrains du monastère est construit un petit séminaire orthodoxe. En 1792, survient un incendie mais les bâtiments en pierre subsistent malgré celui-ci. Le petit séminaire est toutefois installé plus à l'écart et en 1800 il est fermé.
À l'époque de la campagne de Russie de 1812, deux icônes sont mises à l'abri dans le monastère : celle de Notre-Dame Porte du Ciel et celle de Notre-Dame de Vladimir.
Le monastère est fermé en 1919, mais les moines s'installent dans la ville de Mourom, tout en poursuivant les offices dans la cathédrale. Le 22 mai 1923, durant la période soviétique, les reliques des saints Constantin, Mikhaïl et Féodor sont étudiées puis elles sont transférées au musée où elles restent jusqu'en 1989.
En 1940, la cathédrale est fermée mais est rouverte deux ans plus tard comme église paroissiale.
En 1946 l'hiéromoine Pimène de Moscou futur patriarche de l'Église orthodoxe officie dans cette cathédrale.

## Vie actuelle des moines
En septembre 1991 le Saint-Synode décide de faire reprendre la vie monastique au monastère.
Dans la crypte de la cathédrale reposent les reliques de saint Basile de Mourom
— « propagateur des lumières pour le peuple de Mourom » ainsi que le prépodobny Julien (Koloukov) — ascète du XVIIe siècle.

## Organisation du bâti
L'église principale du monastère est la cathédrale de l'Annonciation (sa construction débute au XVIe siècle elle est reconstruite en 1660). La finition extérieure de la cathédrale est un bel exemple cité par les manuels de style ouzorotché. C'est également le seul bâtiment qui a résisté aux destructions dans le monastère à l'époque des temps de troubles. Un clocher à toit pointu est adjoint à la cathédrale. En 1811 le monastère est ceint d'une clôture munie de tours.

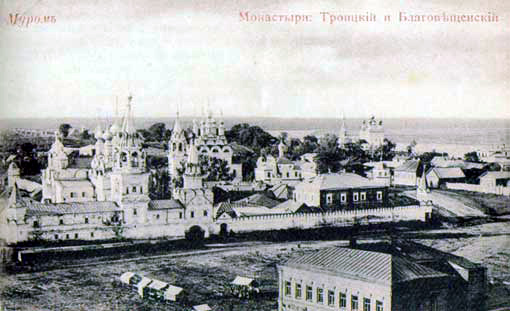
Vue de deux monastères : le monastère pour hommes de l'Annonciation est voisin du monastère de la Trinité qui est destiné aux femmes à Mourom.

## Nécropole
De nombreux citoyens éminents de la ville de Mourom sont inhumés dans la nécropole du monastère.
Le poète Andreï Voznessenski a écrit un poème intitulé André Polisadov sur son ancêtre qui fut abbé du monastère sous le nom d'Alexis Polissadov et qui est enterré derrière l'autel dans la cathédrale.